# Šlovrenc ob Soči
 Šlovrenc ob Soči  (italijansko San Lorenzo Isontino, furlansko San Lurinç Lisuntin, San Lurinz) je naselje in občina s 1.536 prebivalci v italijanski deželi Furlanija - Julijska krajina. Včasih se je kraj imenoval Šlovrenc pri Moši. 

## Geografija
Šlovrenc ob Soči (San Lorenzo Isontino) je pretežno agrarno naselje, ki se nahaja na desnem bregu reke Soče (nekaj kilometrov stran), v vzhodnem delu furlanske nižine in ob vznožju goriških brd.

## Zgodovina
Območje so obvladovali Rimljani do leta 569 ko so ga zasedli in pokorili Langobardi.   Okoli leta 1000 pa je območje prišlo pod kontrolo Oglejskega patriarhata. Kraj se v zgodovinskih listinah omenja že pred 10. stoletjem. Po poročilu o apostolskem obisku opata iz Možaca leta 1570 v avstrijskem delu oglejske škofije in Šlovrenške cerkve, je takrat kraj štel  komaj 200 duš.
Med prvo svetovno vojno je bil kraj tik ob soški frontni črti, zato je bilo spomladi 1915 prebivalstvo deportirano v taborišče Landegg v Pottendorfu pri Dunaju, kjer je zaradi bolezni in pomanjkanja umrlo 61 krajanov.